# Józef Wolczyński
Józef Wolczyński (ur. 1 kwietnia 1880 w Opatówku, zm. 1 listopada 1954 w Łodzi) – polski działacz spółdzielczy, społeczny i samorządowy, minister, poseł i senator II RP. Dyrektor fabryki włókienniczej „I.K. Poznański” przy ul. Ogrodowej (obecnie centrum handlowe „Manufaktura”).

## Życiorys
Urodził się 1 kwietnia 1880 w Opatówku, w powiecie kaliskim, w rodzinie Antoniego i Marii z d. Bujnowicz. Był absolwentem szkoły przemysłowo-handlowej i kursów tkackich w Łodzi.
W kwietniu 1918 roku został wybrany członkiem Rady Stanu Królestwa Polskiego.
Na początku lat 30. został mianowany dyrektorem naczelnym jednych z największych zakładów włókienniczych (przemysł bawełniany) – „I.K. Poznański” przy ul. Ogrodowej (dziś kompleks handlowo-rozrywkowy „Manufaktura”). Był nim do października 1939 roku. W okresie międzywojennym mieszkał najpierw w kamienicy Towarzystwa „I.K. Poznański” u zbiegu obecnych ulic Legionów i Gdańskiej, a od ok. 1936 w 2-rodzinnej wilii wraz z bratem Mieczysławem (technologiem zatrudnionym w fabryce „I.K. Poznański”) przy ul. Malwowej 6 na Julianowie. W latach 30. był jednym z najbardziej popularnych działaczy społeczno-politycznych w Łodzi, stąd zapraszany do licznych stowarzyszeń, towarzystw, kół. Uczestniczył w każdej większej uroczystości, spotkaniu na terenie Łodzi.
Na początku okupacji niemieckiej, 13 września 1939 roku w Łodzi został aresztowany. Był przetrzymywany i maltretowany w więzieniu przy ul. S. Sterlinga 16, z którego został zwolniony 2 listopada 1939.
Zmarł 1 listopada 1954 w Łodzi, pochowany w części katolickiej cmentarza przy ul. Ogrodowej w Łodzi (kwatera 7a-5-23. W 2017 jego grób i pomnik zostały gruntownie odnowione staraniem Towarzystwo Opieki nad Starym Cmentarzem w Łodzi.
Był żonaty z Zofią Wolczyńską (z d. Korkosińska; 1884-1940), aktywną działaczką społeczną na terenie Łodzi, szczególnie protektorką Stowarzyszenia Śpiewaczego im. St. Moniuszki w Łodzi wspieranego również przez dyrekcję zakładów I.K. Poznański w Łodzi.    

## Funkcje polityczne
Politycznie związał się z chadecją. Pełnione funkcje:
- członek Rady Stanu (1917–1918),
- członek Polskiego Związku Pracy, skupiającego ówczesne polskie stronnictwa prawicowe (od października 1918),
- minister Zdrowia Publicznego, Opieki Społecznej i Ochrony Pracy w rządzie Józefa Świeżyńskiego (26 października – 4 listopada 1918),
- zastępca posła do Sejmu Ustawodawczego RP z listy Związku Narodowego, w okręgu wyborczym nr 12 (Łódź),

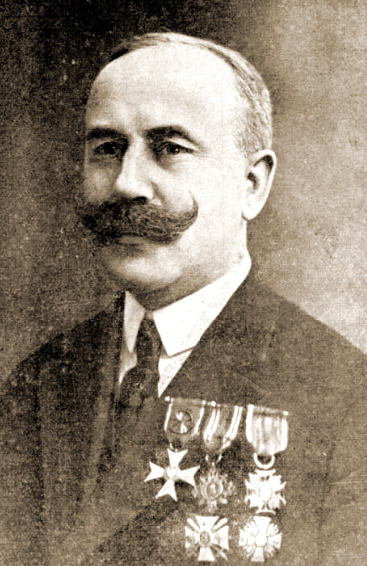
Józef Wolczyński (1935)

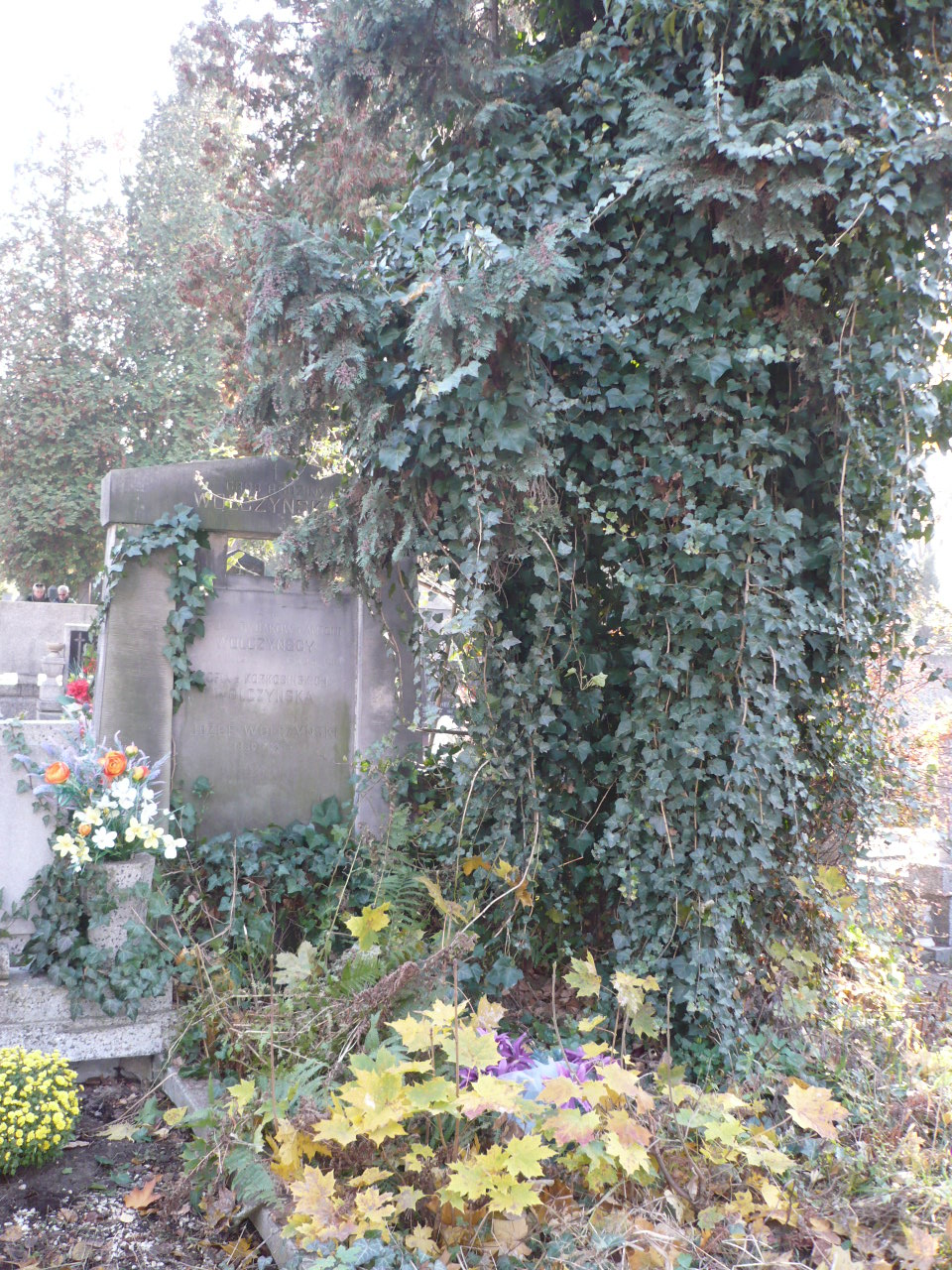
Grób rodziny Wolczyńskich na Cmentarzu Starym przy ul. Ogrodowej w Łodzi, gdzie jest pochowany Józef Wolczyński; 2015

- Józef Wolczyński (1935)Grób rodziny Wolczyńskich na Cmentarzu Starym przy ul. Ogrodowej w Łodzi, gdzie jest pochowany Józef Wolczyński; 2015poseł na Sejm II RP w III kadencja (1930–1935), z listy BBWR, w okręgu wyborczym nr 13.

## Funkcje społeczne
- jeden z organizatorów polskiej spółdzielczości w Łodzi na początku XX w., we współpracy z Romualdem Mielczarskim,
- członek związku zawodowego „Jedność” w Łodzi (od 1905), następnie członek Związku Zawodowego Majstrów Fabrycznych w Łodzi,
- działacz w łódzkich kołach organizacji „Oświata Narodowa” oraz Polskiej Macierz Szkolnej,
- w okresie I wojny światowej, w latach 1914–1915 członek Głównego Komitetu Obywatelskiego w Łodzi (gdy odmówił niemieckim władzom okupacyjnym przyjęcia mandatu radnego Magistratu m. Łodzi został aresztowany i osadzony w więzieniu w Celle, gdzie przebywał do 1917 r.),
- członek Rady Miejskiej w Łodzi, przez długi czas jej wiceprzewodniczący (1919–1939); przewodniczący Koła Radnych Bezpartyjnego Bloku Współpracy z Rządem Józefa Piłsudskiego (od przewrotu majowego w maju 1935 r.),
- kontroler Łódzkiej Rady Opiekuńczej,
- I wiceprezes Zarządu Łódzkiej Straży Ogniowej Ochotniczej[7],
- prezes zakładowego (przy fabryce „I.K. Poznański”) klubu sportowego IKP-Łódź (1927–1939),
- współzałożyciel z Józefem Pilarskim teatru „Popularnego” w Łodzi, który działał w latach 1923–1939 w budynku zakładowego domu kultury fabryki IKP, przy ul. Ogrodowej 18,
- prezes Rady Kościelnej przy kościele św. Józefa Oblubieńca NMP, ul. Ogrodowa 22,
- prezes zarządu Towarzystwa Śpiewaczego im. S. Moniuszki w Łodzi (1906–1936)[8],
- współzałożyciel i członek Stowarzyszenia Przyjaciół Julianowa w Łodzi (powstało w 1930),
- prezes Łódzkiego Klubu Sportowego (od stycznia 1934 do września 1939),
- I wiceprezes Towarzystwa Muzycznego im. F. Chopina w Łodzi (1935),
- prezes łódzkiego Komitetu Budowy kościoła w Sokolnikach (1937),
- szósty i ostatni w okresie międzywojennym, prezes oddz. łódzkiego Ligi Morskiej i Kolonialnej (1938 – wrzesień 1939),
- długoletni prezes honorowy Związku Majstrów Fabrycznych RP; do września 1933 r. prezes czynny[9].

## Ordery i odznaczenia
- Krzyż Oficerski Orderu Odrodzenia Polski (2 maja 1923)[10][11]
- Złoty Krzyż Zasługi (12 kwietnia 1927)[7]

## Upamiętnienie
Jego nazwisko znajduje się na tablicy pamiątkowej ku czci Józefa Pilarskiego (Łódź, ul. Ogrodowa 18), wspomniany jako współzałożyciel teatru „Popularnego”.